# Common Desktop Environment
Common Desktop Environment(「共通デスクトップ環境」の意、CDEと略記)は、UNIXおよびOpenVMS用のデスクトップ環境である。商用UNIXワークステーションにおけるデスクトップ環境として、かつて標準の地位にあった。
GUIツールキットMotifをさらに拡張したものである。2012年にオープンソース化された。

## 歴史
CDE は1993年6月、ヒューレット・パッカード (HP)、IBM、USL、サン・マイクロシステムズが Common Open Software Environment (COSE) イニシアチブの協業の一環として共同開発することを発表した。ベースとなったのは、HPの VUE (Visual User Environment) である。VUE自体は Motif Window Manager (mwm) から派生している。IBMは Common User Access モデルとワークプレース・シェルを提供した。ノベルは UNIX System V からデスクトップマネージャの部品とスケーラブルシステム技術を提供した。Sunは OpenWindows 環境から ToolTalk というアプリケーション連携フレームワークと DeskSet という生産性ツールを提供した（メールクライアントやカレンダークライアントなど）。
1994年3月、CDEの管理は Open Software Foundation と UNIX International が合併した新たなOSFが受け持つこととなり、1995年9月、MotifとCDEを1つのプロジェクトとしたCDE/Motifが発表された。1996年にはOSFが新たに結成されたThe Open Groupの一部となっている。
2000年頃まで、CDEはUNIXデスクトップのデファクトスタンダードとみなされていたが、KDEやGNOMEといった自由ソフトウェアのデスクトップ環境が急速に成長してLinuxプラットフォームで広く使われるようになった。その当時、既にLinuxは全商用UNIXよりも広く使われていたのである。レッドハットはLinuxベンダーとしては唯一CDEを移植していたが、KDEやGNOMEに押されて消えていった。
2001年、商用UNIXベンダーであるサン・マイクロシステムズ (Solaris) は、ワークステーションの標準デスクトップとしてCDEを段階的に廃止してGNOMEに移行することを発表した。2005年初めにリリースされたSolaris 10にはCDEとGNOMEベースの Java Desktop System が含まれている。2011年11月リリースのSolaris 11にはデスクトップ環境としてはGNOMEのみがあり、MotifやTooltalkといったCDE関連ライブラリもバイナリ互換性のために残っている。またOpenSolarisプロジェクトではCDEをオープンソース化することはないと言明した。
HPのOpenVMSでは、標準のデスクトップ環境としてCDEを採用している。
Motifは2000年に Open Motif としてリリースされたが、その "revenue sharing" ライセンスはオープンソースとしての定義には完全には合致しないし、自由ソフトウェアとしての定義にも合致しない。The Open Groupはこれをオープンソース化したいと考えているが、十分にできているとは言えない。2006年、The Open Groupに対してCDEとMotifのソースコードをフリーなライセンスで公開してほしいという請願がなされた。
Xfceデスクトップは一時期ルック・アンド・フィールをCDEに似せていたが、既に変更された。
CDE のオープンソース版を独自に開発するプロジェクトOpenCDEが2010年に始まった。CDEのソースコードを全く使わずに、CDEのルック・アンド・フィール、構成、機能を再現することを目的としている。
2012年8月6日、LGPLv2でオープンソース化され公開された。

## CDE を使っているオペレーティングシステム
- AIX (IBM)
- Digital UNIX / Tru64 UNIX （DEC、現HP）
- HP-UX （HP） - version 10.10 以降[11]
- OpenVMS （DEC、現HP）
- Solaris （サン・マイクロシステムズ） - アドオンとして2.3から導入。2.6から10までは標準。
- UnixWare （Univel（英語版））
- IRIX （SGIは一時期、独自デスクトップ環境IID（英語版）の代替としてCDEを提供したことがある）

## CDEプロジェクトの下での開発
2014年3月、自由ソフトウェアとなってからの初めてのCDEの安定版（2.2.1）がリリースされた。
バージョン2.2.2（2014年7月リリース）から、CDEはFreeBSD 10において、デフォルトのClangコンパイラでコンパイルすることが可能である。
バージョン2.3.0（2018年7月リリース）から、CDEはLinuxでTIRPIを利用するようになり、insecure modeで実行するためにポートマッパーとrpcbindは必要とされなくなった。また、Xprintはもう使われておらず、BSDにおいて最初にMotifのカスタム版をインストールすることなくコンパイルすることができる。複数ディスプレイはXineramaによってサポートが改善されている。
自由ソフトウェアとしてリリースされてから、CDEは下記のシステムに移植された。
- Linuxディストリビューション
  - Debian GNU/Linux
  - Red Hat Enterprise Linux[15]
  - Slackware Linux
  - Ubuntu
- FreeBSD
- NetBSD
- OpenBSD
- OpenIndiana
- Solaris 11（x86-64）

CDEプロジェクトは将来のプロジェクトのゴールとして以下のものを含んでいる。
- Linux、BSDや他のUnix系のプラットフォームでの移植性を向上させる。
- さらに他の言語に国際化を進める。